# Kitierma
Kitierma (ros. Китерма) – wieś (sieło) w Rosji, w obwodzie omskim, w rejonie krutińskim. W 2010 liczyła 626 mieszkańców.